# Sven-Göran Eriksson
Sven-Göran Erikssonⓘ (* 5. Februar 1948 in Torsby, Värmlands län; † 26. August 2024 in Björkefors bei Sunne, Värmlands län) war ein schwedischer Fußballspieler und -trainer.
Mit einer Reihe von Titelgewinnen in Schweden, Portugal und Italien gehörte er zu den erfolgreichsten Trainern der Geschichte und reiht sich mit seinen Siegen im UEFA-Pokal mit dem IFK Göteborg und dem Europapokal der Pokalsieger mit Lazio Rom in die Riege der mehrfachen Europapokalsieger ein. Als Nationaltrainer nahm er mit der englischen und der ivorischen Nationalmannschaft an Weltmeisterschaftsendrunden teil.

## Spielerkarriere
Mit 18 Jahren schloss sich Sven-Göran Eriksson dem viertklassigen Team von Torsby IF in seiner Heimatstadt an. Als er 1971 infolge einer Ausbildung umzog, spielte er für eine Saison beim ebenfalls viertklassigen Verein SK Sifhälla in Säffle. 1972 gelang dem Rechtsverteidiger der Sprung zu KB Karlskoga, der in der schwedischen Division 2, damals zweitklassig, spielte. Von 1973 bis 1975 trug Eriksson das Trikot von Västra Frölunda IF, einem Verein in Göteborg. Dort beschloss er im Alter von 27 Jahren, seine Karriere als Spieler zu beenden. Eine Knieverletzung, aber auch die Einsicht, nicht über genügend Talent zu verfügen, führten zu dem Schritt. Nach seinen eigenen Worten galt er als „ausgesprochener Durchschnittsverteidiger“.

## Trainerkarriere

### Start bei Degerfors IF und nationale und internationale Erfolge mit IFK Göteborg (1977–1982)
Kurz nach seinem Karriereende wechselte Eriksson auf die Trainerbank. Tord Grip, unter dessen Leitung als Spielertrainer er bei KB Karlskoga aufgelaufen war, holte ihn als Assistenztrainer zum ehemaligen Erstligisten Degerfors IF, der mittlerweile in der dritten Liga spielte. Nach einer Spielzeit verließ Grip den Klub, um als Assistent von Georg Ericson die schwedische Nationalmannschaft zu betreuen. Kurzerhand ernannte der Klub Eriksson, der hauptberuflich als Lehrer in Karlskoga tätig war, zu dessen Nachfolger. In der Verantwortung als Cheftrainer versammelte er eine junge Mannschaft und initiierte ein neues Spielsystem, das den Klub zurück in die Erfolgsspur führte. Als Staffelsieger stieg Eriksson mit dem Klub 1978 in die zweite Liga auf. Damit hatte er auch Aufmerksamkeit in der Allsvenskan erregt.
Der IFK Göteborg steckte nach mehreren Jahren ohne Titel, die den Klub zeitweilig bis in die Zweitklassigkeit geführt hatten, in finanziellen Problemen. Daher entschloss sich der Klub, den jungen Trainer, der mit seinen modernen Methoden im unterklassigen Fußball erfolgreich war, für einen Neuaufbruch zu engagieren. In seiner Debütsaison 1979 belegte Eriksson mit der Mannschaft hinter Halmstads BK den zweiten Tabellenplatz, während er im Sommer des Jahres mit dem Pokalsieg seinen ersten Titel gewann. Mit der Mannschaft um Spieler wie Dan Corneliusson, Torbjörn Nilsson und Håkan Sandberg spielte er auch in den folgenden Jahren regelmäßig um den schwedischen Meistertitel, der große Wurf wurde jedoch verpasst.
Nach der Vizemeisterschaft 1981 trat die von Eriksson betreute Mannschaft erneut im UEFA-Pokal an. Nach Siegen über den Valkeakosken Haka, den SK Sturm Graz, Dinamo Bukarest, den FC Valencia und den 1. FC Kaiserslautern erreichte er mit der Mannschaft die Endspiele um den UEFA-Pokal 1981/82 gegen den Hamburger SV. Der deutsche Vertreter, als haushoher Favorit in die Finalspiele gestartet, unterlag im Hinspiel in Schweden durch ein spätes Tor von Tord Holmgren mit 0:1. Im Rückspiel zeigte der Göteborger Klub die Taktik, die sie im Laufe der Europapokalsaison unschlagbar gemacht hatte: konsequentes Konterspiel aus einer sicheren Abwehrkette. Die Torschützen Corneliusson, Nilsson und Stig Fredriksson führten den skandinavischen Klub mit einem 3:0-Auswärtserfolg im Hamburger Volksparkstadion zum Europapokaltriumph. Kurze Zeit später war die Mannschaft auch im Landespokal erfolgreich. Im Ausland durch den Europapokalerfolg bekannt, verließ er im Sommer den Verein in Richtung Südeuropa. Sein Nachfolger Gunder Bengtsson setzte die Arbeit Erikssons fort und zog mit der Mannschaft als Tabellenführer der regulären Spielzeit in der Meisterschaftsendrunde ins Finale ein. Dort versetzte Hammarby IF im Finalhinspiel mit einem 2:1-Auswärtserfolg in Göteborg einen kleinen Dämpfer, nach einem 3:1-Rückspielerfolg hatte IFK Göteborg jedoch das Triple perfekt gemacht.

### Etablierung als internationaler Trainer bei Benfica Lissabon (1982–1984)
Danach verpflichtete der portugiesische Rekordmeister Benfica Lissabon den Schweden als neuen Trainer. Beinahe wiederholte er seinen Europapokalerfolg des Vorjahres, als er mit dem vom Göteborger Klub zu Benfica gewechselten Mittelfeldspieler Glenn Strömberg die Mannschaft um Diamantino Miranda, Humberto Coelho, Zoran Filipović und Fernando Chalana ins Endspiel um den UEFA-Pokal 1982/83 führte. Dort unterlag Benfica gegen den RSC Anderlecht nach einer 0:1-Hinspielniederlage und einem 1:1-Remis im Rückspiel. Dennoch blieb die Saison nicht ohne Titelgewinn, mit vier Punkten Vorsprung auf den FC Porto gewann Eriksson mit dem Klub den portugiesischen Meistertitel und durch einen 1:0-Erfolg im Finale gegen den Rivalen aus Porto am 21. August 1983 zudem den Landespokal. Dem schloss sich im August ein dritter Titel an, als der Klub in der einmalig ausgetragenen Taça Ibérica zwischen portugiesischem und spanischem Landesmeister in Hin- und Rückspiel über den von Javier Clemente trainierten Athletic Bilbao triumphierte.
In der Saison 1983/84 scheitere Eriksson mit seiner Mannschaft im Landespokal im Achtelfinale am Ortsrivalen Sporting Lissabon und erreichte im Europapokal der Landesmeister 1983/84 nach Erfolgen über Linfield FC und Olympiakos Piräus das Viertelfinale. Dort musste er sich mit der Mannschaft dem späteren Titelträger FC Liverpool nach zwei Niederlagen geschlagen geben. Allerdings gewann er auch im dritten Jahr in Folge einen Titel, mit 24 Siegen in 30 Saisonspielen wiederholte er den Gewinn des portugiesischen Landesmeistertitels.

### Engagements in Italien bei der AS Rom und der AC Florenz (1984–1989)
Im Sommer 1984 schloss sich Eriksson dem amtierenden italienischen Pokalsieger AS Rom an, um seinen zur AC Mailand abgewanderten Landsmann Nils Liedholm zu ersetzen. In seiner Debütsaison blieb er ohne Titelgewinn – mit neun Punkten Rückstand auf Meister Hellas Verona und zwei Punkten Rückstand auf den von der AC Mailand belegten fünften Rang verpasste er den Einzug in den Europapokal. Zudem reichte es im Europapokal der Pokalsieger 1984/85 lediglich zum Viertelfinale, mit zwei Niederlagen scheiterte die Mannschaft um Carlo Ancelotti und Roberto Pruzzo am FC Bayern München.
In der anschließenden Spielzeit wurde die Mannschaft um Zbigniew Boniek, Falcão, Bruno Conti und Toninho Cerezo mit 4 Punkten Rückstand Vizemeister hinter Juventus Turin und gewann die Coppa Italia. In der folgenden Spielzeit scheiterte der Klub mit den Spielern um Giuseppe Giannini, Stefano Desideri und Emidio Oddi im Europapokal der Pokalsieger 1986/87 in der ersten Runde am spanischen Vertreter Real Saragossa und spielte in der Liga lediglich um die Teilnahme am UEFA-Pokal. Am 4. Mai 1987 wurde Eriksson nach einer 1:4-Niederlage tags zuvor gegen die AC Mailand zwei Spieltage vor Saisonende entlassen und durch Angelo Sormani ersetzt. Seine Mannschaft stand zu diesem Zeitpunkt auf dem fünften Tabellenplatz und rutschte nach zwei Niederlagen in den letzten Saisonspielen auf den siebten Rang ab.
Eriksson blieb in Italien, um Eugenio Bersellini als Trainer der AC Florenz zu beerben. Er verstärkte die Mannschaft um Spieler wie Roberto Baggio, Ramón Díaz und Stefano Carobbi in seinen zwei Jahren vor Ort mit Dunga und seinem Landsmann Glenn Hysén, dennoch blieb der Erfolg aus. Als Tabellenachter der Spielzeit 1987/88 fehlten dem Klub drei Punkte zum Einzug in den Europapokal, im folgenden Jahr belegte er mit dem Klub den siebten Rang. Dabei vom Europapokalsieg der AC Mailand profitierend musste ein Entscheidungsspiel gegen die punktgleiche AS Rom um die Qualifikation zum UEFA-Pokal entscheiden. Zwar wurde dies mit einem 1:0-Erfolg zu Gunsten der Fiorentina entschieden, der Klub trennte sich jedoch von Eriksson.

### Rückkehr zu Benfica Lissabon (1989–1992)
Eriksson kehrte nach Portugal zu seiner ehemaligen Trainerstation Benfica zurück. Als Nachfolger von Toni, der den Klub 1988 ins Endspiel um den Europapokal der Landesmeister gegen den von Guus Hiddink trainierten PSV Eindhoven geführt und im folgenden Jahr die Meisterschaft gewonnen hatte, lastete ein starker Erfolgsdruck auf ihm. Erneut folgte er seinem Konzept, eine südländisch spielende Mannschaft mit nordischem Kampfgeist zu verbinden, und ergänzte den vorhandenen Kader um António Veloso, Silvino Louro und Álvaro Magalhães mit Aldair und Jonas Thern. Im Europapokal der Landesmeister 1989/90 zog Eriksson nach Erfolgen über Derry City, Honvéd Budapest, Dnepr Dnepropetrowsk und Olympique Marseille zum dritten Mal in seiner Trainerlaufbahn in ein Europapokalfinale ein. Im Spiel gegen die von Arrigo Sacchi trainierte AC Mailand um das niederländische Trio Frank Rijkaard, Ruud Gullit und Marco van Basten verpasste er nach einem Tor von Rijkaard in der 68. Spielminute einen erneuten Triumph auf internationaler Ebene.
Mit dem schwedischen Trio Jonas Thern, Mats Magnusson und Stefan Schwarz dominierte Eriksson mit seiner Mannschaft in der folgenden Spielzeit die Liga. Mit nur einer Saisonniederlage, einer 0:2-Auswärtsniederlage bei Vitória Setúbal, gewann der Klub mit 32 Siegen in 38 Spielen zum 26. Mal in seiner Vereinsgeschichte den nationalen Meistertitel und stellte mit Rui Águas den Torschützenkönig. In der folgenden Spielzeit blieb jedoch der große Erfolg aus. Im Europapokal der Landesmeister 1991/92 erreichte Eriksson mit dem Klub nach Siegen über Ħamrun Spartans und den FC Arsenal zwar die Gruppenphase, dort gelang jedoch lediglich gegen Dynamo Kiew ein Sieg, so dass als Gruppendritter das Endspiel verpasst wurde. Auch in der Meisterschaft blieb die Mannschaft ohne Titel, als Vizemeister hatte der von Eriksson betreute Klub zehn Punkte Rückstand auf den FC Porto.

### Titelgewinne in Italien mit Sampdoria Genua und Lazio Rom (1992–2001)
Eriksson wurde bei Benfica Lissabon durch Tomislav Ivić ersetzt und nahm ein Angebot von Sampdoria Genua an, erneut sein Glück in Italien zu versuchen. Wiederum trat er mit der Nachfolge von Vujadin Boškov ein schweres Erbe an, hatte der jugoslawische Trainer den Klub zu seiner ersten Meisterschaft, dem Gewinn des Europapokals der Pokalsieger 1990 und jeweils einer weiteren Finalteilnahme im Europapokal der Landesmeister und dem Europapokal der Pokalsieger 1988/89 geführt. Hatte der Klub als Tabellensechster im Vorjahr den Europapokal verpasst, führte Eriksson ihn zunächst nur auf den siebten Tabellenplatz. Mit der Mannschaft um Roberto Mancini, Pietro Vierchowod und Attilio Lombardo gelang ihm 1994 sein zweiter Titelgewinn in Italien. Gegen die AC Ancona bedeutete ein 6:1-Rückspielerfolg nach einem 0:0-Remis im Hinspiel den Pokalsieg. Zudem belegte er mit dem Klub den dritten Rang in der Meisterschaft hinter der AC Mailand und Juventus Turin, das Supercupfinale ging gegen die AC Mailand verloren. Trotz erfolgreicher Torschützen wie Enrico Chiesa und Vincenzo Montella konnte er den Klub in den anschließenden Spielzeiten nicht im vorderen Ligabereich halten. Nachdem mit zwei achten Tabellenplätzen der Einzug in den Europokal in den beiden folgenden Jahren verpasst worden war, gelang ihm dies in der Spielzeit 1996/97 als Tabellensechster.
1997 übernahm Eriksson Lazio Rom, nachdem er bereits für diese Spielzeit einen Vertrag beim englischen Verein Blackburn Rovers unterzeichnet hatte, der jedoch aus persönlichen Gründen noch vor Amtsantritt aufgelöst wurde, weil Eriksson in Italien bleiben wollte. Bereits in seiner ersten Saison führte er Lazio ins UEFA-Pokal-Finale, das man gegen Inter Mailand verlor. Im folgenden Jahr gewann er mit Lazio den Europapokal der Pokalsieger mit 2:1 gegen den RCD Mallorca. Seinen größten Erfolg erreichte er 2000, als er Lazio zum Gewinn des Scudetto, der Meisterschaft der italienischen Serie A, führte. Dies war nach 1974 erst der zweite Meistertitel für den Verein, nachdem er diesen bereits in der Saison 1998/99 zu Vizemeisterschaft geführt hatte. Eriksson wurde 2000 als erster Ausländer zu Italiens Trainer des Jahres ernannt.
Eriksson sollte ab dem 1. Juli 2001 englischer Nationaltrainer werden. Schon am 12. Januar 2001 übernahm er diesen Posten, nachdem er drei Tage zuvor von seinem Traineramt bei Lazio zurückgetreten war. Die Zeit bei Lazio war mit sieben Titeln in dreieinhalb Jahren die bisher erfolgreichste seiner Trainerlaufbahn.

### Erster ausländischer Trainer der englischen Nationalmannschaft (2001–2006)
Eriksson nahm mit England an zwei Fußball-Weltmeisterschaften (Japan/Südkorea 2002 und Deutschland 2006) teil. 2002 scheiterte er nach einem 3:0-Sieg gegen Dänemark im Achtelfinale der Weltmeisterschaft in Japan und Südkorea im Viertelfinale mit 1:2 am späteren Weltmeister Brasilien. 2004 fuhr er mit der englischen Nationalmannschaft zur Europameisterschaft nach Portugal. Die Mannschaft überstand die Vorrunde mit einer 1:2-Niederlage gegen Frankreich, einem 3:0-Sieg gegen die Schweiz und einem 4:2-Sieg gegen Kroatien. Im Viertelfinale schied die englische Nationalelf jedoch gegen Portugal nach dem Elfmeterschießen aus. Trotzdem entschied er sich, weiterhin englischer Nationaltrainer zu bleiben. Als der Investigativreporter Mazher Mahmood Eriksson vertrauliche Äußerungen entlockte und veröffentlichte, kündigte Eriksson am 23. Januar 2006 an, die englische Nationalmannschaft nach der Weltmeisterschaft 2006 in Deutschland zu verlassen. Am 1. Juli 2006 betreute er die englische Nationalmannschaft zum letzten Mal. Sein Team schied im Viertelfinale gegen Portugal wie schon bei der EM 2004 im Elfmeterschießen aus.

### Kurzfristige Engagements rund um den Globus (2007–2019)

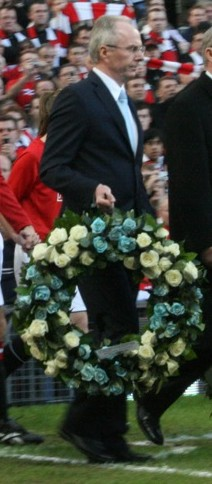
Eriksson im Februar 2008 vor dem Manchester Derby gegen Manchester United mit Ehrenkranz anlässlich des Jahrestages des „Munich air disasters“.

Im Juli 2007 unterschrieb er einen Dreijahresvertrag beim englischen Erstligisten Manchester City. Trotz einer für Citys Verhältnisse starken Saison (Platz 9) wurde Eriksson nach nur einem Jahr bei den Engländern entlassen. Man qualifizierte sich jedoch trotzdem über die Fairplay-Wertung für den UEFA-Pokal.
Eriksson wurde im Juni 2008 Trainer der Mexikanischen Nationalmannschaft. Er unterschrieb einen Zweijahresvertrag bis zur WM 2010. Mit ihm wechselten auch seine langjährigen Assistenten Tord Grip und Hans Backe. Am 2. April 2009 wurde Eriksson nach einer 1:3-Niederlage gegen Honduras vom mexikanischen Fußballverband entlassen.
Im Juli 2009 unterschrieb Eriksson beim englischen Viertligisten Notts County einen Vertrag bis Ende Juni 2014. Er hatte dort die Stelle des Sportdirektors inne. Am 12. Februar 2010 wurde allerdings bekannt, dass er seinen Vertrag bei Notts County aufgelöst hat, nachdem der Verein von einem Investoren-Konsortium übernommen worden war.
Ende März vor der Weltmeisterschaft 2010 wurde Eriksson neuer Nationaltrainer der Elfenbeinküste. Am 3. August 2010 wurde bekannt, dass Eriksson nicht mehr Nationaltrainer der Elfenbeinküste ist, da sich der Ivorische Fußballverband und Eriksson nicht auf eine Vertragsverlängerung einigen konnten. Sven-Göran Eriksson habe zu hohe Gehaltforderungen gehabt, sodass die Verhandlungen abgebrochen wurden. Eriksson hatte vorher ca. eine halbe Million Euro Gehalt pro Jahr kassiert.
Am 3. Oktober 2010 übernahm Eriksson in der Nachfolge von Paulo Sousa den Trainerposten beim englischen Zweitligisten Leicester City. Er wurde am 24. Oktober 2011 nach einem enttäuschenden Saisonstart aus seiner Verantwortung entlassen.
Anfang September 2012 unterschrieb Eriksson einen Vertrag beim thailändischen Erstligisten BEC-Tero Sasana bis zum Saisonende 2012. Mit dem Klub erreichte er in der Saison 2012 den dritten Platz.
Als im November 2012 der Zweitligist TSV 1860 München Trainer Reiner Maurer entlassen und ohne Rücksprache mit seinem Investor Hassan Ismaik Nachwuchstrainer Alexander Schmidt als dessen Nachfolger präsentiert hatte, saß Sven-Göran Eriksson als Beobachter bei drei Spielen auf der Tribüne. Es wurde vermutet, dass der Investor Eriksson als Trainer oder Sportdirektor beim TSV 1860 einsetzen könnte. Nach mehreren Krisensitzungen gab am 15. Januar 2013 der TSV 1860 München bekannt, dass Eriksson neben Alexander Schmidt als zweiter Cheftrainer unter Vertrag genommen werden solle. Eriksson selbst wusste nichts von einem Engagement. Nach drei Tagen sagte er dem Verein endgültig ab.
Am 20. Januar 2013 wurde Eriksson vom al-Nasr Sports Club als Technischer Direktor verpflichtet, gab diesen Posten jedoch bereits zum Saisonende wieder auf.

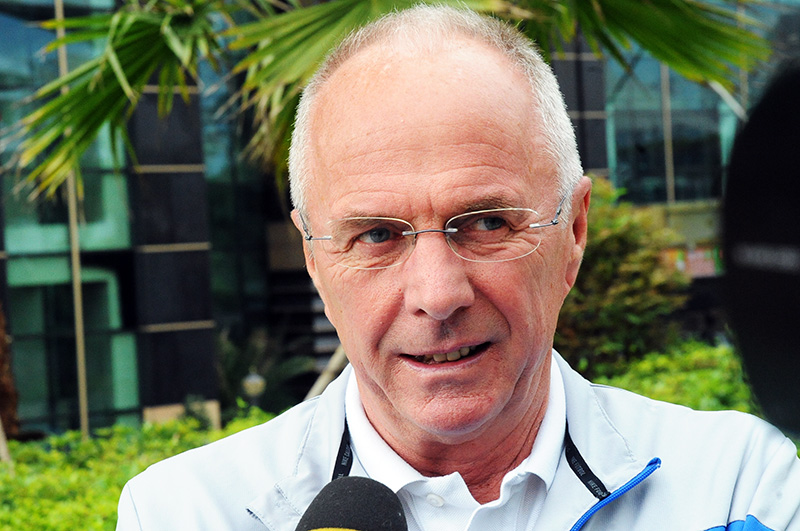
Eriksson in China

Am 4. Juni 2013 übernahm Eriksson den chinesischen Erstligisten Guangzhou R&F und unterschrieb einen Zweijahresvertrag. Unter Eriksson wurde die Mannschaft Tabellendritter und qualifizierte sich erstmals für die AFC Champions League. Dennoch verließ er den Verein nach der Saison, da er sich mit den Verantwortlichen nicht auf eine Vertragsverlängerung einigen konnte. Eine Woche später unterschrieb er dann einen neuen Zweijahresvertrag bei Shanghai SIPG. In seiner ersten Saison wurde er mit der Mannschaft direkt Vizemeister und führte den Verein somit erstmals in seiner Historie in die AFC Champions League. Dort erreichte er mit der Mannschaft in der Saison 2016 das Viertelfinale und qualifizierte sich durch den dritten Tabellenplatz in der Liga erneut für den Wettbewerb. Trotzdem wurde er nach Ende der Saison durch den Portugiesen André Villas-Boas ersetzt. Nach nur einem Monat wurde bekannt gegeben, dass Eriksson in der nächsten Saison den Zweitligisten FC Shenzhen betreuen würde, um Clarence Seedorf zu ersetzen. Bereits im Juni 2017 wurde er wieder entlassen, nachdem die Mannschaft unter ihm neunmal in Folge sieglos geblieben war.
Ende Oktober 2018 gab die Philippine Football Federation bekannt, mit Eriksson einen über sechs Monate laufenden Vertrag für das Amt des Cheftrainers der philippinischen Nationalmannschaft geschlossen zu haben. Er legte das Amt jedoch bereits im Januar 2019 nieder.

### Zurück in Schweden (2022–2023)
Im Februar 2022 wurde Eriksson Berater der IF Karlstad. Im Dezember 2022 übernahm er dort den Posten des Sportdirektors. Diesen legte er nach seiner Krebsdiagnose im Februar 2023 nieder.

### Traditionsmannschaft FC Liverpool (einmalig 2024)
Nach Bekanntwerden seiner Krebserkrankung gab er einen Herzenswunsch bekannt, einmal Chefcoach des FC Liverpool zu sein. Liverpools amtierender Cheftrainer Jürgen Klopp erfüllte Eriksson den Wunsch. Am 23. März 2024 gewann die Traditionsmannschaft des FC Liverpool, mit Eriksson auf der Bank, gegen die Auswahl von Ajax Amsterdam mit 4:2.

## Erkrankung und Tod
Im Januar 2024 gab Eriksson bekannt, dass bei ihm im Frühjahr 2023 Bauchspeicheldrüsenkrebs diagnostiziert wurde. Am 26. August 2024 starb er im Alter von 76 Jahren an den Folgen der Erkrankung. Er wurde in Torsby, Värmlands län beigesetzt.

## Erfolge als Trainer
International
- Sieger des Europapokals der Pokalsieger: 1999 (Lazio Rom)
- UEFA-Cup-Sieger: 1982 (IFK Göteborg)
- UEFA-Super-Cup-Sieger: 1999 (Lazio Rom)
- UI-Cup-Sieger (3): 1980, 1981, 1982 (alle IFK Göteborg)

Schweden
- Pokalsieger (2): 1979, 1982 (beide IFK Göteborg)
- Aufstieg in die Superettan: 1978 (Degerfors IF)

Portugal
(alle Benfica Lissabon)
- Meister (3): 1983, 1984, 1991
- Pokalsieger: 1983
- Supercupsieger: 1989

Italien
- Meister: 2000 (Lazio Rom)
- Pokalsieger (4): 1986 (AS Rom), 1994 (Sampdoria Genua), 1998, 2000 (beide Lazio Rom)
- Supercupsieger (2): 1998, 2000 (beide Lazio Rom)

Individuell
- Italiens Fußballtrainer des Jahres: 1999/2000

## Statistik
| Team             | Nat                 | von  | bis  | gesamt | gesamt | gesamt | gesamt | gesamt |
| Team             | Nat                 | von  | bis  | Sp.    | G      | U      | V      | %      |
| ---------------- | ------------------- | ---- | ---- | ------ | ------ | ------ | ------ | ------ |
| Degerfors IF     | Schweden            | 1977 | 1978 |        |        |        |        |        |
| IFK Göteborg     | Schweden            | 1979 | 1982 | 100    | 51     | 32     | 17     | 51,0   |
| Benfica Lissabon | Portugal            | 1982 | 1984 | 60     | 46     | 11     | 3      | 76,7   |
| AS Rom           | Italien             | 1984 | 1987 | 90     | 41     | 26     | 23     | 45,6   |
| AC Florenz       | Italien             | 1987 | 1989 | 64     | 21     | 20     | 23     | 32,8   |
| Benfica Lissabon | Portugal            | 1989 | 1992 | 106    | 72     | 26     | 8      | 67,9   |
| Sampdoria Genua  | Italien             | 1992 | 1997 | 170    | 71     | 52     | 47     | 41,8   |
| Lazio Rom        | Italien             | 1997 | 2001 | 136    | 78     | 32     | 26     | 57,4   |
| England          | England             | 2001 | 2006 | 67     | 40     | 17     | 10     | 59,7   |
| Manchester City  | England             | 2007 | 2008 | 45     | 19     | 11     | 15     | 42,2   |
| Mexiko           | Mexiko              | 2008 | 2009 | 12     | 5      | 1      | 6      | 41,7   |
| Elfenbeinküste   | Elfenbeinküste      | 2010 | 2010 | 5      | 2      | 2      | 1      | 40,0   |
| Leicester City   | England             | 2010 | 2011 | 49     | 22     | 12     | 15     | 44,90  |
| BEC-Tero Sasana  | Thailand            | 2012 | 2012 |        |        |        |        |        |
| Guangzhou R&F    | China Volksrepublik | 2013 | 2014 | 48     | 25     | 10     | 13     | 52,08  |
| Shanghai SIPG    | China Volksrepublik | 2014 | 2016 | 76     | 42     | 20     | 14     | 55,26  |
| FC Shenzhen      | China Volksrepublik | 2016 | 2017 | 15     | 6      | 5      | 4      | 40,00  |
| Philippinen      | Philippinen         | 2018 | 2019 | 9      | 2      | 2      | 5      | 22,22  |

## Bemerkenswertes
In Erikssons Zeit als Trainer der englischen Fußballnationalmannschaft stieg das Team vom 17. auf den 5. Platz in der FIFA-Weltrangliste. Mit vier Siegen im italienischen Pokal ist er der Rekordsieger unter den Trainern in diesem Wettbewerb. Außerdem sprach Eriksson fünf Sprachen (Schwedisch, Portugiesisch, Italienisch, Spanisch und Englisch) fließend.